# USS New York (1800)
Pour les autres navires du même nom, voir USS New York.
L’USS New York est une frégate construite pour l'US Navy en 1800. Elle participe activement à la quasi-guerre, à la guerre de Tripoli et à la guerre anglo-américaine de 1812, avant d'être brûlée dans le Washington Navy Yard afin d'éviter sa capture par les Britanniques  le 24 août 1812.